# Nansenhilfe

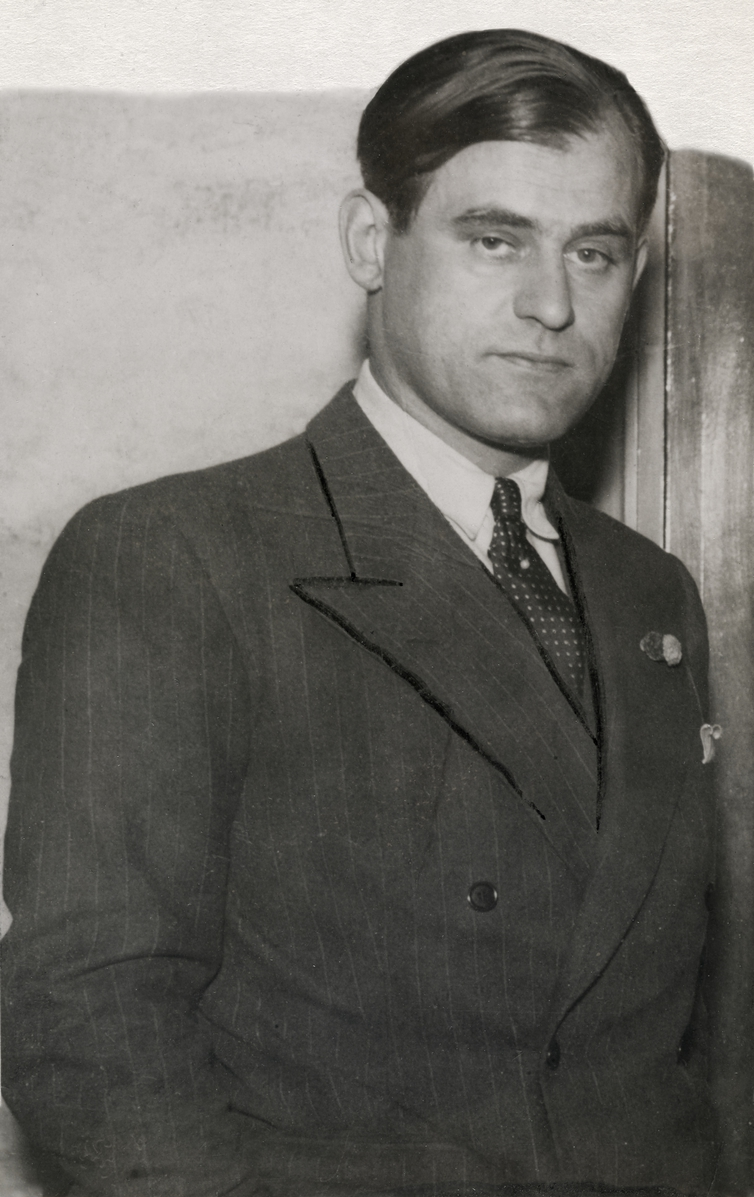
Odd Nansen, Gründer der Nansenhilfe

Die Nansenhilfe für Flüchtlinge und Staatenlose (norwegisch Nansenhjelp) wurde 1936 von Odd Nansen (1901–1973) gegründet, dem Sohn von Fridtjof Nansen (1861–1930). Sie sollte sich um die vielen staatenlosen Flüchtlinge im Zwischenkriegseuropa kümmern und nahm sich auch vieler Flüchtlinge an, die aus dem nationalsozialistischen Deutschland nach Norwegen fliehen mussten (vgl. Deutschsprachige Emigration nach Norwegen 1933–1945), der größte Teil von ihnen deutsche Juden. Die Nansenhilfe sollte Fridtjof Nansen ein ehrendes Andenken bewahren und in seinem Sinne unbürokratische Hilfe leisten. Es handelte sich um eine private Stiftung, ihre Maßnahmen wurden durch Spenden, staatliche Gelder und das norwegische Nobelkomitee finanziert. 
Die erste der großen Unterstützungsaktionen widmete sich österreichischen Flüchtlingen nach dem Anschluss Österreichs. Nach dem Einmarsch deutscher Truppen in die Tschechoslowakei im März 1939 („Zerschlagung der Tschechoslowakei“) konnte die Nansenhilfe bei der norwegischen Regierung Einreisegenehmigungen für 200 Erwachsene und 60 Kinder erwirken. Im finnisch-sowjetischen Winterkrieg 1939/40 wurde humanitäre Arbeit auf finnischer Seite unterstützt.
Nach der deutschen Besatzung Norwegens 1940 konnte die Hilfsarbeit nur noch sehr eingeschränkt fortgesetzt werden. Im Juni 1940 beteiligte sich die Nansenhilfe an der Gründung des norwegischen Hilfswerkes Nasjonalhjelpen, welches bereits im September 1941 seine Tätigkeit offiziell einstellen musste. Eine wichtige Aufgabe war die Verteilung von Kleidung und Nahrungsmitteln, die aus Schweden und anderen Ländern nach Norwegen gelangten.
Im Herbst 1942 wurde das Büro von norwegischen NS-Behörden geschlossen. Odd Nansen selbst saß bereits seit Januar 1942 in Haft, zunächst im Lager Grini, später im KZ Sachsenhausen, wo er im April 1945 befreit wurde.
1946 ging die Nansenhilfe in der neugegründeten Norwegischen Europahilfe auf, später umbenannt in „Norwegischer Flüchtlingsrat“, seit 2005 „Flyktninghjelpen“, Norwegens größte humanitäre Hilfsorganisation.